# ザ・リクエストショー
『ザ・リクエストショー』は、1979年10月30日から1980年3月18日までテレビ朝日系列局で放送されていたテレビ朝日制作の音楽番組である。放送時間は毎週火曜 20:00 - 20:54 （日本標準時）。

## 概要
19:30からの90分番組だった『歌謡ワイド速報!!』の改題・縮小リニューアル版で、みのもんたと水沢アキ、世志凡太らが司会を務めていた。
番組は、過去の実績とレコードの売り上げと将来性を基準にザ・ピーナッツ、石野真子、梓みちよら100人の歌手をリストアップし、その中から視聴者にリクエストする歌手を選ばせて投票させていた。番組は、視聴者から送られてきたリクエストハガキに基づいて迎えるゲストを決めていた。
平均視聴率は6〜7%（ビデオリサーチ調べ、関東地方）と低迷した。
当番組終了後、NHKが火曜20:00に歌番組を開始している。

## 参考資料
- 朝日新聞縮刷版[どれ?]

1. ↑  週刊TVガイド 1980年3月28日号 23頁「レポート・『ザ・ベストテン』よ、あなたは強かった」